# 崁頂寮
崁頂寮，原寫為崁頂藔，是臺灣苗栗縣三灣鄉的一個傳統地域名稱，位於該鄉東北部。相較於今日行政區，其範圍大致包含頂寮村、北埔村東部邊界狹長地帶。

## 歷史
台灣清治末期至日治初期，崁頂寮地區為一街庄，稱為「崁頂藔庄」，隸屬於竹南一堡。該庄北與銅鑼圈庄、十二藔庄為鄰，東與藤坪庄為鄰，南邊東側較大段與田尾庄為鄰，南邊西側較小段隔中港溪與四灣庄為界，西邊為北埔庄。
1901年（日治明治三十四年）11月，全台廢縣廳改設二十廳，該庄隸屬於新竹廳。1909年（明治四十二年）10月，合併二十廳為十二廳，該庄隸屬不變。1920年（大正九年），廢十二廳改設五州二廳，該庄改制並雅化為「崁頂寮」大字，隸屬於新竹州竹南郡三灣庄。
戰後三灣庄改制為三灣鄉，隸屬於新竹縣，大字亦改制為村。1950年桃、竹、苗分治，三灣鄉改隸屬於苗栗縣。

## 聚落
本地區發展較早的聚落為崁頂藔，在日治期初期的官方地圖上已有記載。此外，本地區尚有鼓山背、祭山湖、竹湖（大山）等聚落。

## 交通
縣道124號是保安林至仙山口（原竹南至獅潭）的道路，大致以西北—東南走向轉西南—東北走向再轉西北—東南走向蜿蜒經過崁頂寮地區西南部。由該道路向西可前往三灣市區、珊珠湖、頭份、竹南並止於海邊道路路口，向東可前往南庄、獅潭並止於省道台3線路口。
鄉道苗19線是銅鏡至北灣的道路，大致以西北—東南走向轉縱向再轉西北—東南走向再轉北北東—南南西走向蜿蜒穿越本地區。由該道路向西北可前往銅鑼圈、三灣市區北郊並止於省道台3線／縣道124號共線路口，向南南西南可前往北灣並止於縣道124號路口。
鄉道苗19-1線是頂寮至縣界的道路，其西側端點位於本地區中部偏東南鄉道苗19線路口。由此向北轉東北東可前往竹湖、苗栗縣與新竹縣界並止於八寮至獅頭山的道路路。

## 學校
- 三灣國小東山分班